# Triacilglicerol lipaza
Triacilglicerol lipaza (EC 3.1.1.3, lipaza, butirinaza, tributirinaza, Tvin hidrolaza, steapsin, triacetinaza, tributirin esteraza, Tvinaza, amno N-AP, Takedo 1969-4-9, Meito MY 30, Tvinesteraza, GA 56, kapalaza L, trigliceridna hidrolaza, trioleinska hidrolaza, tvin-hidrolizna esteraza, amano CE, kakordaza, trigliceridaza, triacilglicerol estarska hidrolaza, amano P, amano AP, PPL, glicerol-estarska hidrolaza, GEH, meito Sangyo OF lipaza, hepatička lipaza, lipazin, post-heparin plasma protamin-rezistentna lipaza, sono rezistentna post-heparinska lipaza, heparin otpuštajućia hepatičkia lipaza, amano CES, amano B, tributiraza, trigliceridna lipaza, jetrena lipaza, hepatička monoacilglicerolna aciltransferaza) je enzim sa sistematskim imenom triacilglicerol acilhidrolaza. Ovaj enzim katalizuje sledeću hemijsku reakciju
triacilglicerol + 2O {\displaystyle \rightleftharpoons } diacilglicerol + karboksilat
Ovaj pankreasni enzim deluje samo na estar-voda interfejsu.

## Literatura
- Nicholas C. Price; Lewis Stevens (1999). Fundamentals of Enzymology: The Cell and Molecular Biology of Catalytic Proteins (Third изд.). USA: Oxford University Press. ISBN 019850229X.
- Eric J. Toone (2006). Advances in Enzymology and Related Areas of Molecular Biology, Protein Evolution (Volume 75 изд.). Wiley-Interscience. ISBN 0471205036.
- Branden C; Tooze J. Introduction to Protein Structure. New York, NY: Garland Publishing. ISBN 0-8153-2305-0.
- Irwin H. Segel. Enzyme Kinetics: Behavior and Analysis of Rapid Equilibrium and Steady-State Enzyme Systems (Book 44 изд.). Wiley Classics Library. ISBN 0471303097.
- William P. Jencks (1987). Catalysis in Chemistry and Enzymology. Dover Publications. ISBN 0486654605.

## Spoljašnje veze
- Triacylglycerol+lipase на 